# 1997年の日本シリーズ
1997年の日本シリーズ（1997ねんのにっぽんシリーズ、1997ねんのにほんシリーズ）は、1997年10月18日から10月23日まで行われたセ・リーグ優勝チームのヤクルトスワローズと、パ・リーグ優勝チームの西武ライオンズによるプロ野球日本選手権シリーズ試合である。

## 概要
東尾修監督率いる西武ライオンズと野村克也監督率いるヤクルトスワローズの対決となった1997年の日本シリーズは、ヤクルトが4勝1敗で2年ぶり4度目の日本一となった。
古田敦也、伊東勤の両チームの捕手がポイントといわれた通り、古田の攻守に渡る活躍で西武の野球を封じ込める展開となった。
翌1998年から当時屋外球場だった西武球場に屋根が設置されたため、屋外球場としての同球場での試合は本シリーズが最後となった。それに伴い恒例行事とされていた西武の選手がホームランを放つか、試合に勝利した場合の打ち上げ花火も本シリーズで終了となった。
野村は日本シリーズ終了後、森祇晶（前西武監督）との対談で「今まで日本シリーズで森監督が率いる西武、仰木監督が率いるオリックスと日本シリーズで対戦したが特別な意識はなかった。1997年の日本シリーズはこのチームには負けられないと思った」と述べ、森も「その気持ちわかります」と同調し、また野村は「自由奔放という言葉を履き違えている。個性という意味を間違えて理解しているように思える」と述べた。

## 試合結果
| 日付                                     | 試合   | ビジター球団（先攻） | スコア | ホーム球団（後攻） | 開催球場           |
| ---------------------------------------- | ------ | -------------------- | ------ | ------------------ | ------------------ |
| 10月18日（土）                           | 第1戦  | ヤクルトスワローズ   | 1 - 0  | 西武ライオンズ     | 西武ライオンズ球場 |
| 10月19日（日）                           | 第2戦  | ヤクルトスワローズ   | 5 - 6x | 西武ライオンズ     | 西武ライオンズ球場 |
| 10月20日（月）                           | 移動日 | 移動日               | 移動日 | 移動日             | 移動日             |
| 10月21日（火）                           | 第3戦  | 西武ライオンズ       | 3 - 5  | ヤクルトスワローズ | 明治神宮野球場     |
| 10月22日（水）                           | 第4戦  | 西武ライオンズ       | 1 - 7  | ヤクルトスワローズ | 明治神宮野球場     |
| 10月23日（木）                           | 第5戦  | 西武ライオンズ       | 0 - 3  | ヤクルトスワローズ | 明治神宮野球場     |
| 優勝：ヤクルトスワローズ（2年ぶり4回目） |        |                      |        |                    |                    |

### 第1戦
|                    | 1 | 2 | 3 | 4 | 5 | 6 | 7 | 8 | 9 | R | H | E |
| ------------------ | - | - | - | - | - | - | - | - | - | - | - | - |
| ヤクルトスワローズ | 0 | 0 | 0 | 0 | 0 | 0 | 0 | 1 | 0 | 1 | 7 | 1 |
| 西武ライオンズ     | 0 | 0 | 0 | 0 | 0 | 0 | 0 | 0 | 0 | 0 | 3 | 1 |

1. ［ヤ］：石井一久（9回）
2. ［西］：西口文也（9回）
3. 勝利：石井一（1勝）
4. 敗戦：西口（1敗）
5. 本塁打
［ヤ］：テータム1号ソロ（8回・西口）
6. 審判
［球審］林
［塁審］小林毅（一）、前田（二）、友寄（三）
［外審］五十嵐（左）、井野（右）
7. 試合時間：2時間41分

西武・西口文也、ヤクルト・石井一久の両エースが投手戦を展開。8回、ヤクルトがジム・テータムが西口からソロ本塁打を放ってあげた1点を、石井一が守り切り、当時のシリーズタイ記録となる12奪三振の力投で西武を完封。この年の西武球場で西武が無得点の試合はペナントレースを含め初めてだった。野村監督は南海時代を含め監督としては5度目のシリーズ出場となるが、すべて第1戦で勝利している。この試合は2024年時点で最後の両軍無交代試合となっている。
公式記録関係（日本野球機構ページ）

### 第2戦
|                    | 1 | 2 | 3 | 4 | 5 | 6 | 7 | 8 | 9 | 10 | R | H  | E |
| ------------------ | - | - | - | - | - | - | - | - | - | -- | - | -- | - |
| ヤクルトスワローズ | 0 | 2 | 1 | 1 | 0 | 1 | 0 | 0 | 0 | 0  | 5 | 14 | 2 |
| 西武ライオンズ     | 5 | 0 | 0 | 0 | 0 | 0 | 0 | 0 | 0 | 1x | 6 | 13 | 3 |

1. ［ヤ］：田畑一也（1回）、山本樹（4回）、廣田浩章（0回1/3）、加藤博人（0回1/3）、高津臣吾（3回1/3）、山部太（0回1/3）、伊藤智仁（0回0/3）
2. ［西］：潮崎哲也（3回）、石井貴（2回1/3）、杉山賢人（0回0/3）、デニー（1回2/3）、橋本武広（0回2/3）、森慎二（2回1/3）
3. 勝利：森慎（1勝）
4. 敗戦：山部（1敗）
5. 本塁打
［西］：河田1号2ラン（1回・田畑）
6. 審判
［球審］井野
［塁審］五十嵐（一）、小林毅（二）、前田（三）
［外審］谷（左）、中村（右）
7. 試合時間：4時間45分

初回、西武は河田雄祐の2点本塁打など5安打を集中し5点を奪い、ヤクルト先発の田畑一也を1回でKO。一方、ヤクルトは2回、3回、4回にそれぞれ2点、1点、1点を返して1点差に。6回、一死満塁からドゥエイン・ホージーのグリップエンドに当たった打球を伊東が野手選択し、同点となった。ヤクルトは6回裏二死一、二塁からまだ同点にもかかわらず高津臣吾を投入。西武も細かい継投で防戦、試合は延長戦に突入。ヤクルトは既に3イニング超、60球を投げていた高津に代えて山部太を送るが、先頭の佐々木誠が安打で出塁、河田が送った後伊東を敬遠して一死一、二塁。ここでヤクルトは伊藤智仁に交代。しかし奈良原浩の代打・田辺徳雄が安打を放ち佐々木が生還して西武がサヨナラ勝ちし、1勝1敗のタイに戻した。西武の日本シリーズでのサヨナラ勝ちは1994年の対巨人第4戦（延長12回裏の佐々木のタイムリー）以来3年ぶり7度目（西鉄時代を含む）。
公式記録関係（日本野球機構ページ）

### 第3戦
|                    | 1 | 2 | 3 | 4 | 5 | 6 | 7 | 8 | 9 | R | H  | E |
| ------------------ | - | - | - | - | - | - | - | - | - | - | -- | - |
| 西武ライオンズ     | 0 | 0 | 2 | 1 | 0 | 0 | 0 | 0 | 0 | 3 | 11 | 1 |
| ヤクルトスワローズ | 0 | 3 | 0 | 0 | 0 | 0 | 0 | 2 | X | 5 | 11 | 0 |

1. ［西］：石井丈裕（2回）、石井貴（3回）、デニー（0回2/3）、杉山賢人（1回1/3）、渡辺久信（1回）
2. ［ヤ］：吉井理人（4回）、加藤博人（2回）、山本樹（1回0/3）、廣田浩章（0回2/3）、高津臣吾（1回1/3）
3. 勝利：高津（1勝）
4. 敗戦：渡辺久（1敗）
5. 本塁打
［ヤ］：古田1号ソロ（8回・渡辺久）
6. 審判
［球審］中村
［塁審］谷（一）、五十嵐（二）、小林毅（三）
［外審］林（左）、友寄（右）
7. 試合時間：3時間25分

ヤクルトが2回、真中満のタイムリーヒット、土橋勝征の二塁打で3点を先制すれば、西武も3回に大友進のタイムリー、髙木大成の犠牲フライ、4回に伊東のタイムリーで同点に追いつく互角の展開。しかしヤクルトは8回裏、先頭打者の古田の本塁打で勝ち越し、さらに投手の高津のタイムリーで西武を突き放し、2勝目を挙げた。
公式記録関係（日本野球機構ページ）

### 第4戦
|                    | 1 | 2 | 3 | 4 | 5 | 6 | 7 | 8 | 9 | R | H  | E |
| ------------------ | - | - | - | - | - | - | - | - | - | - | -- | - |
| 西武ライオンズ     | 0 | 0 | 1 | 0 | 0 | 0 | 0 | 0 | 0 | 1 | 4  | 0 |
| ヤクルトスワローズ | 0 | 0 | 3 | 0 | 0 | 0 | 2 | 2 | X | 7 | 13 | 0 |

1. ［西］：新谷博（4回）、潮崎哲也（0回2/3）、杉山賢人（0回1/3）、デニー（1回）、石井貴（0回1/3）、橋本武広（0回1/3）、森慎二（0回1/3）、ギブンス（1回）
2. ［ヤ］：川崎憲次郎（5回1/3）、加藤博人（0回2/3）、廣田浩章（1回）、伊藤智仁（2回）
3. 勝利：川崎（1勝）
4. 敗戦：新谷（1敗）
5. 本塁打
［ヤ］：佐藤真1号2ラン（8回・ギブンス）
6. 審判
［球審］友寄
［塁審］林（一）、谷（二）、五十嵐（三）
［外審］井野（左）、前田（右）
7. 試合時間：3時間8分

3回、松井稼頭央のタイムリーで西武が先制したが、その裏ヤクルトは投手の川崎憲次郎のヒット、1番真中の二塁打で無死2、3塁のチャンス。西武先発の新谷博は2死までこぎつけたが、4番古田にライトに運ばれ逆転を許す。さらに稲葉篤紀にもタイムリーを許し、1-3とリードを広げられた。ヤクルトはさらに7回ホージーの2点タイムリー、8回には佐藤真一の2ラン本塁打で加点。終わってみれば7-1の一方的な結果で日本一に王手をかけた。
公式記録関係（日本野球機構ページ）

### 第5戦
|                    | 1 | 2 | 3 | 4 | 5 | 6 | 7 | 8 | 9 | R | H | E |
| ------------------ | - | - | - | - | - | - | - | - | - | - | - | - |
| 西武ライオンズ     | 0 | 0 | 0 | 0 | 0 | 0 | 0 | 0 | 0 | 0 | 5 | 0 |
| ヤクルトスワローズ | 0 | 2 | 0 | 1 | 0 | 0 | 0 | 0 | X | 3 | 9 | 1 |

1. ［西］：西口文也（5回）、デニー（1回1/3）、橋本武広（0回2/3）、森慎二（1回）
2. ［ヤ］：ブロス（4回）、山本樹（1回）、石井一久（2回）、伊藤智仁（1回）、高津臣吾（1回）
3. 勝利：石井一（2勝）
4. セーブ：高津（1勝1S）
5. 敗戦：西口（2敗）
6. 審判
［球審］前田
［塁審］井野（一）、林（二）、谷（三）
［外審］中村（左）、小林毅（右）
7. 試合時間：2時間50分

ヤクルトは2回、無死2、3塁から池山隆寛が2点適時二塁打を放ち先制。4回にも池山の犠飛で追加点。ヤクルトの3点はすべて池山の打点だった。西武の唯一の反撃のチャンスは7回、3四死球で2死満塁となった場面だったが3番手として登板した石井一が踏ん張り無得点。伊藤智を挟み、9回はヤクルトの定石どおり高津がマウンドへ。最後は大塚光二をニゴロに仕留め、ゲームセット。ヤクルトが5投手による完封リレーで2年ぶり4度目の日本一に輝いた。上記の通りに野村は23年後の2020年に死去したため、この年の試合が最後の日本シリーズであり、最後の日本一であった。
公式記録関係（日本野球機構ページ）

## 表彰選手
- 最高殊勲選手賞：古田敦也（ヤ）
  - 捕手の受賞は森昌彦（巨人・1967年）以来30年ぶり3度目
- 敢闘賞：松井稼頭央（西）
- 優秀選手賞：石井一久（ヤ）、稲葉篤紀（ヤ）、池山隆寛（ヤ）

## テレビ・ラジオ中継

### テレビ中継
- 第1戦：10月18日
  - テレビ朝日　実況：国吉伸洋　解説：大下剛史、北別府学　ゲスト解説：落合博満（日本ハム）、佐々木主浩（横浜）
- 第2戦：10月19日
  - テレビ朝日　実況：松井康真　解説：大下剛史、北別府学、荒木大輔　ゲスト解説：落合博満　ゲスト：緒形直人
- 第3戦：10月21日
  - フジテレビ　実況：三宅正治　解説：谷沢健一、平松政次　ゲスト解説：大矢明彦（横浜監督を同年辞任）
- 第4戦：10月22日
  - テレビ朝日　実況：国吉伸洋　解説：大下剛史、北別府学、荒木大輔　ゲスト解説：落合博満
  - NHK衛星第1テレビ　ゲスト解説：佐々木主浩
- 第5戦：10月23日
  - フジテレビ（「強力!木スペ120分」枠）　実況：近藤雄介　解説：関根潤三　ネット裏解説：達川光男　ゲスト解説：佐々木主浩

※関東地区での視聴率は（ビデオリサーチ調べ）、第1戦（テレビ朝日系）は26.3%。第2戦（テレビ朝日系）は28.9%。 第3戦（フジテレビ系）は24.8%。 第4戦（テレビ朝日系）は20.8%。 第5戦（フジテレビ系）は24.7%だった。

### ラジオ中継
- 第1戦：10月18日
  - NHKラジオ第1　解説：森祇晶、大島康徳
  - TBSラジオ（JRN）　解説：張本勲　ゲスト解説：山本昌（中日）
  - 文化放送（NRN）　解説：山崎裕之　ゲスト解説：谷繁元信（横浜）
  - ニッポン放送（NRN）　実況：小野浩慈　解説：関根潤三　ゲスト解説：工藤公康（ダイエー）、大矢明彦
  - ラジオ日本　解説：関本四十四
  - NACK5
- 第2戦：10月19日
  - NHKラジオ第1　解説：大島康徳　ゲスト解説：片岡篤史（日本ハム）
  - TBSラジオ（JRN）　解説：有藤道世　ゲスト解説：駒田徳広（横浜）
  - 文化放送（NRN）　解説：山崎裕之　ゲスト解説：小宮山悟（ロッテ）
  - ニッポン放送（NRN）　実況：胡口和雄　解説：平松政次　ゲスト解説：工藤公康、佐々木主浩
  - ラジオ日本　解説：高橋一三
  - NACK5
- 第3戦：10月21日
  - NHKラジオ第1　解説：藤田元司　ゲスト解説：立浪和義（中日）
  - TBSラジオ（JRN）　解説：牛島和彦　ゲスト解説：工藤公康
  - 文化放送・ラジオ大阪　解説：松沼雅之　ゲスト解説：柏田貴史（ニューヨーク・メッツ）、鈴木尚典（横浜）
  - ニッポン放送（NRN）　実況：栗村智　解説：江本孟紀　ゲスト解説：佐々木主浩　ゲスト：橋本龍太郎
  - ラジオ日本　解説：江藤省三　ゲスト：伊藤克信
  - NACK5
- 第4戦：10月22日
  - NHKラジオ第1　解説：川上哲治　ゲスト解説：工藤公康
  - TBSラジオ（JRN）　解説：衣笠祥雄、栗山英樹
  - 文化放送（NRN）　解説：豊田泰光　ゲスト解説：駒田徳広
  - ニッポン放送・ラジオ大阪　実況：松本秀夫　解説：関根潤三　ゲスト解説：大矢明彦
  - ラジオ日本　解説：新浦壽夫　ゲスト：伊藤克信
  - NACK5
- 第5戦：10月23日
  - NHKラジオ第1　解説：山田久志　ゲスト解説：和田豊（阪神）
  - TBSラジオ（JRN）　解説：田淵幸一、定岡正二
  - 文化放送・ラジオ大阪　解説：西本聖　ゲスト解説：落合博満
  - ニッポン放送（NRN）　実況：胡口和雄　解説：水野雄仁　ゲスト解説：工藤公康
  - ラジオ日本　解説：小林聖始　ゲスト：伊藤克信
  - NACK5